# Vayres-sur-Essonne
Vayres-sur-Essonne és un municipi francès, situat al departament de l'Essonne i a la regió de Illa de França. L'any 2007 tenia 900 habitants.
Forma part del cantó d'Étampes, del districte d'Étampes i de la Comunitat de comunes de la Val d'Essonne.

## Demografia

### Població
El 2007 la població de fet de Vayres-sur-Essonne era de 900 persones. Hi havia 312 famílies, de les quals 40 eren unipersonals (20 homes vivint sols i 20 dones vivint soles), 120 parelles sense fills, 140 parelles amb fills i 12 famílies monoparentals amb fills.
La població ha evolucionat segons el següent gràfic:
Habitants censats

### Habitatges
El 2007 hi havia 336 habitatges, 314 eren l'habitatge principal de la família, 20 eren segones residències i 2 estaven desocupats. 323 eren cases i 13 eren apartaments. Dels 314 habitatges principals, 285 estaven ocupats pels seus propietaris, 23 estaven llogats i ocupats pels llogaters i 6 estaven cedits a títol gratuït; 2 tenien una cambra, 7 en tenien dues, 44 en tenien tres, 74 en tenien quatre i 187 en tenien cinc o més. 254 habitatges disposaven pel capbaix d'una plaça de pàrquing. A 123 habitatges hi havia un automòbil i a 178 n'hi havia dos o més.

### Piràmide de població
La piràmide de població per edats i sexe el 2009 era:
| Homes | Edats   | Dones |
| ----- | ------- | ----- |
| 0     | 95 o +  | 0     |
| 4     | 90 a 94 | 0     |
| 0     | 85 a 89 | 0     |
| 0     | 80 a 84 | 0     |
| 8     | 75 a 79 | 4     |
| 12    | 70 a 74 | 20    |
| 16    | 65 a 69 | 20    |
| 20    | 60 a 64 | 20    |
| 8     | 55 a 59 | 8     |
| 44    | 50 a 54 | 36    |
| 48    | 45 a 49 | 44    |
| 32    | 40 a 44 | 20    |
| 40    | 35 a 39 | 48    |
| 24    | 30 a 34 | 32    |
| 12    | 25 a 29 | 12    |
| 12    | 20 a 24 | 48    |
| 20    | 15 a 19 | 36    |
| 24    | 10 a 14 | 40    |
| 28    | 5 a 9   | 40    |
| 28    | 0 a 4   | 12    |

## Economia
El 2007 la població en edat de treballar era de 626 persones, 473 eren actives i 153 eren inactives. De les 473 persones actives 444 estaven ocupades (234 homes i 210 dones) i 29 estaven aturades (18 homes i 11 dones). De les 153 persones inactives 44 estaven jubilades, 76 estaven estudiant i 33 estaven classificades com a «altres inactius».

### Ingressos
El 2009 a Vayres-sur-Essonne hi havia 310 unitats fiscals que integraven 851,5 persones, la mediana anual d'ingressos fiscals per persona era de 24.016 €.

### Activitats econòmiques
Dels 18 establiments que hi havia el 2007, 1 era d'una empresa extractiva, 4 d'empreses de construcció, 3 d'empreses de comerç i reparació d'automòbils, 1 d'una empresa d'hostatgeria i restauració, 6 d'empreses de serveis, 1 d'una entitat de l'administració pública i 2 d'empreses classificades com a «altres activitats de serveis».
Dels 4 establiments de servei als particulars que hi havia el 2009, 1 era un paleta, 1 electricista, 1 restaurant i 1 saló de bellesa.
L'any 2000 a Vayres-sur-Essonne hi havia 5 explotacions agrícoles.

## Equipaments sanitaris i escolars
El 2009 hi havia 1 escola maternal i 1 escola elemental.

## Poblacions properes
El següent diagrama mostra les poblacions més properes.